# Cubiceps
Cubiceps è un genere di pesci ossei marini appartenenti alla famiglia Nomeidae.

## Distribuzione e habitat
Questo genere è diffuso in tutti i mari e gli oceani nelle fasce tropicali e subtropicali. Nel mar Mediterraneo vive la specie C. gracilis.
Sono pesci pelagici che popolano sia la zona epipelagica che quella mesopelagica. Alcune specie si sono batipelagiche.

## Tassonomia
Il genere comprende le seguenti specie:
- Cubiceps baxteri
- Cubiceps caeruleus
- Cubiceps capensis
- Cubiceps gracilis
- Cubiceps kotlyari
- Cubiceps macrolepis
- Cubiceps nanus
- Cubiceps paradoxus
- Cubiceps pauciradiatus
- Cubiceps whiteleggii